# جيفرايتر
جيفرايتر ( ، abbr. Gefr. . الجمع Gefreite ) هي رتبة عسكرية ألمانية وسويسرية ونمساوية موجودة منذ القرن السادس عشر. عادة ما تكون الرتبة الثانية أو طيار أو بحار.  
ضمن مقياس الرتب المشتركة لحلف الناتو، عادةً ما تكون رتب جيفرايتر الحديثة تعادل OR-2. تم إقراض الكلمة أيضًا إلى اللغة (بالروسية: Yefreytor / Ефрейтор)‏ ( (بالروسية: Yefreytor / Ефрейтор)‏، وهي قيد الاستخدام في العديد من الجيوش الروسية وما بعد الاتحاد السوفيتي.

## ألمانيا

### بوندسهير
```
جيفرايتر (abbr. 
Gefr.
 أو 
G.
 ) هي الرتبة الثانية من رتب 
المجندين
 في 
الجيش الألماني
. 
[
3
]
 وفقًا لنظام تصنيف الناتو، فإن جيفرايتر تعادل OR-2 على مقياس الرب المعياري للناتو، وبالتالي فإن الدرجة تعادل إما رتبة خاصة أو رتبة خاصة من الدرجة الأولى أو نائب عريف أو عريف. 
[
2
]
 تبع الدرجة A4 في جدول الرواتب التابع 
لوزارة الدفاع الفيدرالية
.
```

- OR-4a: أوبرشتابسجيرفرايتر
- OR-4b: Stabsgefreiter
- OR-3a: Hauptgefreiter
- OR-3b: Obergefreiter
- OR-2: جيفرايتر
- OR-1: سولدات (الجيش)، Flieger (سلاح الجو)، Matrose (البحرية)

### الفيرماخت
| فرع شجرة           | مرتبة                  | مرتبة                  | مرتبة                 | مرتبة             | مرتبة |
| ------------------ | ---------------------- | ---------------------- | --------------------- | ----------------- | ----- |
| هير                |                        |                        |                       |                   |       |
| Stabsgefreiter     | Obergefreiter          | Gefreiter              |                       |                   |       |
| لوفوافه            |                        |                        |                       |                   |       |
| Stabsgefreiter     | Hauptgefreiter         | Obergefreiter          | Gefreiter             |                   |       |
| كريغسمرينه         |                        |                        |                       |                   |       |
| أوبرشتابسجيرفرايتر | Matrosenstabsgefreiter | Matrosenhauptgefreiter | Matrosenobergefreiter | Matrosengefreiter |       |
| فافن-إس إس         |                        |                        |                       |                   |       |
| Rottenführer       | Sturmmann              |                        |                       |                   |       |

## سويسرا
رؤية رتب الجيش السويسري.

## النمسا
شارة الرتب

أنظر أيضا